# Justin Roiland
Mark Justin Roiland (21 de febrero de 1980) es un animador, actor de doblaje, escritor, caricaturista, productor y director estadounidense. Es el co-creador de la comedia de situación animada Rick and Morty de Adult Swim, en la que prestó su voz a los protagonistas Rick Sanchez y Morty Smith hasta que la cadena rompió los lazos con él por cargos de abuso doméstico en 2023. Es el co-creador de Solar Opposites de Hulu, en el que expresó al personaje principal, Korvo, hasta que la cadena también rompió lazos con él en 2023. También interpretó a Earl of Lemongrab en Adventure Time, Blendin Blandin en Gravity Falls y Oscar en Pecezuelos.
Fundó el estudio de animación Justin Roiland's Solo Vanity Card Productions! y el estudio de videojuegos Squanch Games, aunque renunció a este último en 2023.

## Biografía
Justin Roiland creció en un huerto de almendros en Manteca (California).[cita requerida] Estudió en la Escuela Secundaria Sierra y en la Escuela Preparatoria de Manteca. Se graduó en 1998.[cita requerida] A principios de 2004, se involucró con Channel101, un medio colectivo oriundo de Los Ángeles donde realizó y actuó en numerosos cortometrajes de cine como The Show y la Cámara de Cosbys.
A largo de su carrera ha puesto la voz de distintos personajes como Oscar en Pecezuelos y El Conde de Limoncio en Hora de aventura .
Actualmente es actor de voz, más notablemente de los personajes de Rick & Morty, show del que también es cocreador, coescritor y productor ejecutivo junto a Dan Harmon. El día 24 de enero de 2023 se informó de su salida de Adult Swim y por tanto de la serie Rick & Morty. Roiland es judío.

## Controversias
Roiland fue acusado de un cargo de agresión doméstica con lesiones corporales y un cargo de encarcelamiento falso por amenaza, violencia, fraude o engaño.
La denuncia por delito grave, de mayo de 2020, fue compartida por el portal The Hollywood Reporter. La misma alega que Roiland "causó lesiones corporales intencional e ilegalmente que resultaron en una condición traumática" a Jane Doe (nombre que se le da a la victima para proteger su identidad) "que estaba en una relación de noviazgo con el acusado". 
La acusación alega, además, que Roiland “violó ilegalmente la libertad personal de Jane Doe con violencia, amenazas, fraude y engaño”. NBC News fue el primero en informar la noticia.
 En marzo de 2023, fue absuelto del delito de violencia doméstica por falta de pruebas.

## Televisión
- Invencible (2021) - Actor de voz (como Doug Cheston)
- Aqua Teen Hunger Force (2015) - Actor de voz (como Honest Abe Lincoln's Hot Links Mascot)
- Rick & Morty (2013 - 2023) - Cocreador, director, productor ejecutivo, guionista, actor de voz (como Rick y como Morty).
- Gravity Falls (2012-2016) - Actor de voz (como Blendin Blenjamin Blandin)
- Hora de Aventura (2011 - 2018) - Actor de voz (como Lemongrab)
- Web Soup (2011) - Actor de voz (como el Polo de Navidad)
- Pecezuelos (2010 - 2014) - Director, guionista, actor de voz (como Oscar),
- Yacht Rock (2005-2010) - Actor (como Christopher Geppert Cruz y Chris)
- The Sarah Silverman Program (2007-2010) - Actor (como Blond Craig)
- Marooned? (2009) - Actor (como cadete Moore)
- Acceptable TV (2007) - Director, actor, actor de voz, productor
- Channel101 (2006) - Director, actor, productor, escritor
- Cheap Seats: Without Ron Parker (2004) - Actor (como hijo de Rhonda)
- Laser Fart (2004) - Actor (como la persona en las noticias)
- Fresh Baked Video Games (2006) - Productor
- Premiere Women in Hollywood Awards (2004) - Productor
- Crossballs: The Debate Show (2004) - Productor
- Comedy Central Presents: The Commies (2003) - Productor
- Extreme Makeover: Home Edition (2003) - Productor asociado
- Solar Opposites (2020 - 2023) - Cocreador y actor de voz (como Korvo)